# Chascanum obovatum
Chascanum obovatum là một loài thực vật có hoa trong họ Cỏ roi ngựa. Loài này được Sebsebe mô tả khoa học đầu tiên năm 1989.